# Seznam majitelů panství Návojná
Panství Brumov III – Návojná vzniklo postupným dělením původního panství Brumov v letech 1662 až 1731. Majitelé jsou uvedeni od roku rozdělení brumovského panství mezi dcery hraběnky Forgáčové po konfiskaci zámku a velkostatku v roce 1945.
- 1662–1674 Ester Forgáčová
- 1674–1679 Jan Gabriel Selb
- 1679–1705 Selbové – 2. generace: Jan František, Jan Gabriel ml., Jan Antonín (do 1717)
- 1705–1733 Selbové – 3. generace: Jan Karel (do 1730), Jan Antonín ml., Arnoštka (od 1717)
- 1733–1745 Karolina Hetzerová z Aurachu
- 1745–1773 Antonie Hetzerová provd. Beisselová (do r. 1753 se sestrami Marií Maxmiliánou, Marií Františkou a Annou Marií)
- 1773–1782 Jan Nepomuk Beissel
- 1782–1800 Josef Bernard Zhořský ze Zhoře
- 1800–1802 Františka Zhořská
- 1802–1804 Jan Böhm
- 1804–1805 Jan Scharf
- 1805–1806 František Xaver Scharf
- 1806–1806 Michal Chorynský
- 1806–1813 František Chorynský
- 1813–1835 Felix z Friedentalu (od 1819 v exekuci)
- 1835–1864 Volfgang a Barbora Mannerovi
- 1864–1870 Barbora Mannerová
- 1870–1898 Hugo Manner (do 1910) a Felicie Mannerová Centnerová
- 1898–1914 Jindřich Centner-Manner
- 1914–1945 Pavlína Centner-Mannerová a děti Viktor, Hugo a Felicie